# Sibylle Schleicher
Sibylle Schleicher, verheiratete Sibylle Clauß-Schleicher (* 12. Juni 1960 in Schielleiten bei Stubenberg) ist eine österreichische Schauspielerin, Lyrikerin, Schriftstellerin und Sängerin.

## Leben und berufliche Karriere
Sibylle Schleicher wurde im Juni 1960 in dem kleinen Ort Schielleiten bei Stubenberg in der Steiermark als dreizehntes von vierzehn Kindern geboren. Nach dem Erwerb der Matura im Jahr 1978 in Hartberg ermöglichte ihr ein Stipendium des American Field Service ein Auslandsjahr in Minnesota, Vereinigte Staaten. Dort hatte sie erste Auftritte als Sängerin in Musicals. Nach ihrer Rückkehr absolvierte sie von 1979 bis 1982 ein Schauspielstudium an der Hochschule für Musik und Darstellende Kunst in Graz. Es folgten Fest- und Gastengagements an den Bühnen in Graz, Darmstadt, Bielefeld, Kiel und Berlin. Von 2001 bis 2015 gehörte sie dem Schauspiel-Ensemble des Theaters in Ulm an und führte in dieser Zeit auch von 2008 bis 2011 Regie beim dortigen Laientheater Juristenkabarett Ulm. 
Neben ihrer schauspielerischen Tätigkeit verfasste Sibylle Schleicher bereits früh Gedichte, die sie erstmals 1983 veröffentlichte. Sie schrieb Prosatexte, ein Opernlibretto, Kabarettstücke und ein Hörspiel. 1994 erschien ihr Gedichtband „ungefunden“ mit Zeichnungen des österreichischen Künstlers Heinz Bruckschwaiger. 
Ihr im Jahr 2000 vom Innsbrucker Haymon Verlag publizierter erster Roman „Das schneeverbrannte Dorf“ wurde in dem internationalen Magazin Buchkultur als „bemerkenswertes Debüt“ bezeichnet. Für dieses Werk erhielt sie im Folgejahr am 24. August 2001 in Aachen den mit 5.000 DM dotierten „Peter-Klein-Preis“ des Aachener Literaturforums; die Laudatio hielt der Schriftsteller und Literaturwissenschaftler Jürgen Egyptien. Im Jahr 2005 war Schleicher als Sängerin an der Produktion einer Musik-CD mit dem Titel „Aschenputtel“ beteiligt.
Seit ihr Vertrag beim Theater Ulm im Jahr 2015 nach vierzehn Jahren nicht mehr verlängert wurde, arbeitet Schleicher freiberuflich. Sie engagiert sich zudem im KZ-Dokumentationszentrum Oberer Kuhberg in Ulm und für das Projekt Stolpersteine. Im Februar 2017 erschien ihr zweiter Roman mit dem Titel „Der Mann mit dem Saxofon“ im Tübinger Verlag Klöpfer & Meyer.
Sibylle Schleicher ist Mitglied der Interessengemeinschaft Autorinnen Autoren (IGAA) in Wien und seit 2006 zudem Mitglied des Österreichischen P.E.N.-Clubs.

## Auszeichnungen
- 2001 Peter-Klein-Preis des Aachener Peter Klein-Literaturforums[1]

## Persönliches
Sibylle Schleicher ist seit 1988 mit dem früheren Theaterintendanten Volkmar Clauß (* 1942) verheiratet und Mutter zweier Kinder. Sie führt den Ehenamen Clauß-Schleicher und lebt mit ihrer Familie in Nersingen-Straß im Landkreis Neu-Ulm.

## Veröffentlichungen (Auswahl)
Literatur
- ungefunden. Gedichtband mit Zeichnungen von Heinz Bruckschwaiger, Nentwich-Lattner, Eisenstadt 1994, ISBN 978-3-900356-29-3.
- Das schneeverbrannte Dorf. Haymon, Innsbruck 2000, ISBN 978-3-85218-322-0.
- Der Mann mit dem Saxofon. Klöpfer & Meyer, Tübingen 2017, ISBN 978-3-86351-441-9.
- Die Puppenspielerin. Alfred Kröner Verlag, Stuttgart 2021, ISBN 978-3-520-75601-5.

Musik
- 2001 Der faule Stein. Opernlibretto.
- 2005 Aschenputtel. Musik-CD (Mitwirkung als Sängerin), Little Elephant Records(LC 13340).

Hörspiel
- 1999 Das Klaritschotüüt. (Text und Regie), Studio Art Of Time, Rothenberg.